# Fornaci di Barga
Fornaci di Barga é uma fração comunal da região italiana da Toscana, na província de Lucca, situado na margem esquerda do rio Serchio.
Fornaci é a região de origem dos bisavós de Silvio Sergio Bonaccorsi Barbato, maestro e compositor de ópera e balé ítalo-brasileiro.

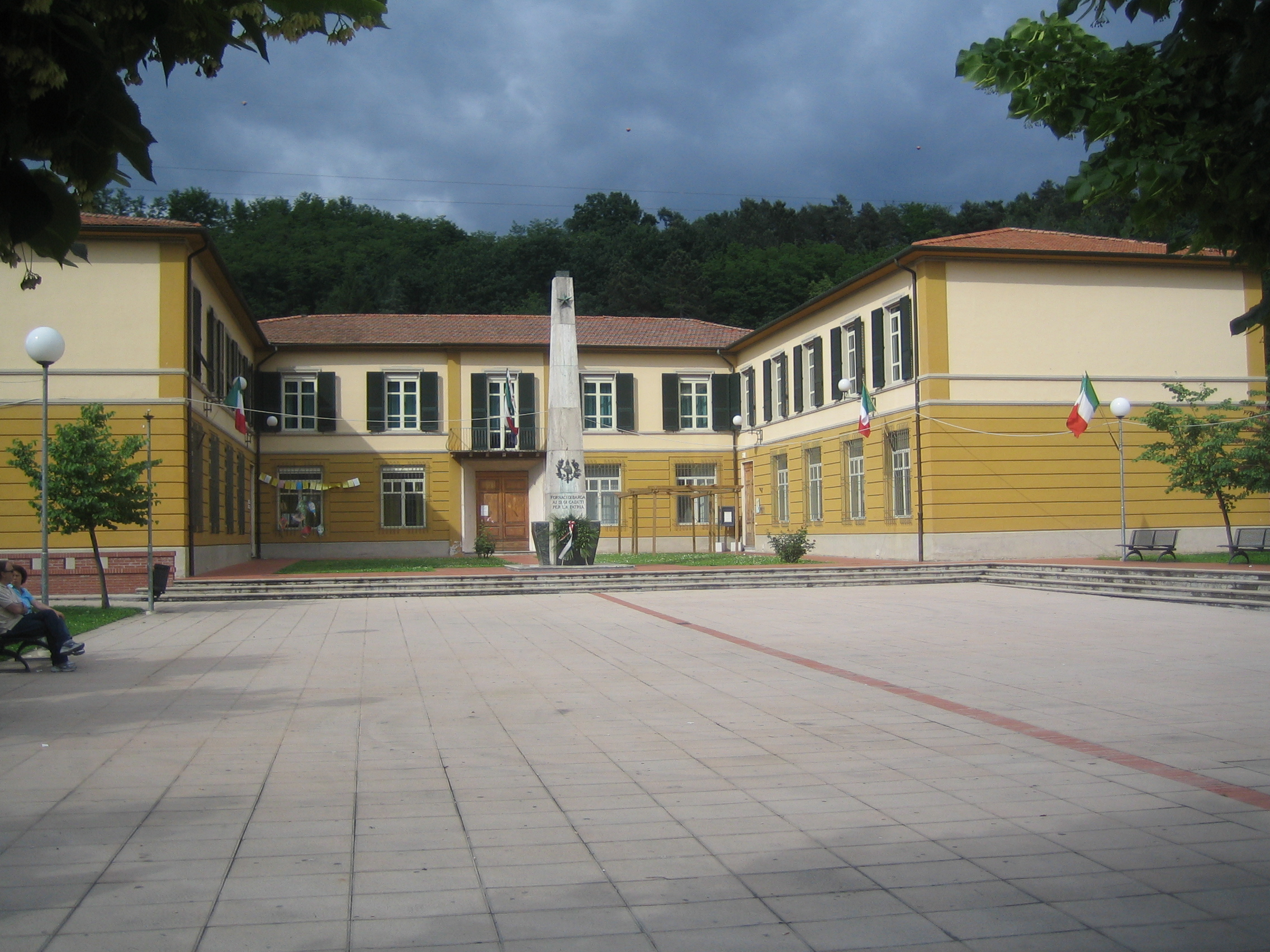
Piaza 4 de novembro
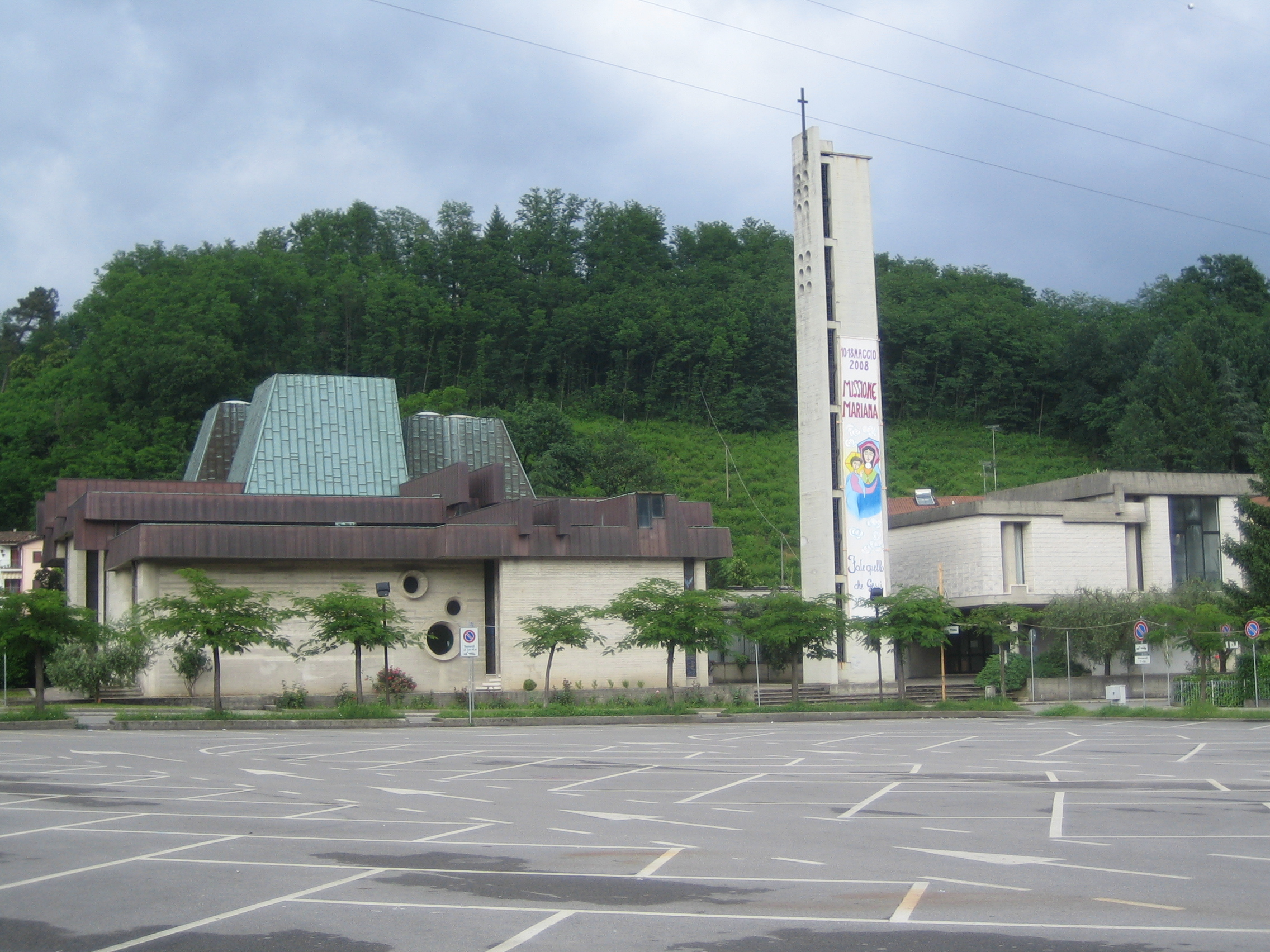
Igreja do Cristo Redentor
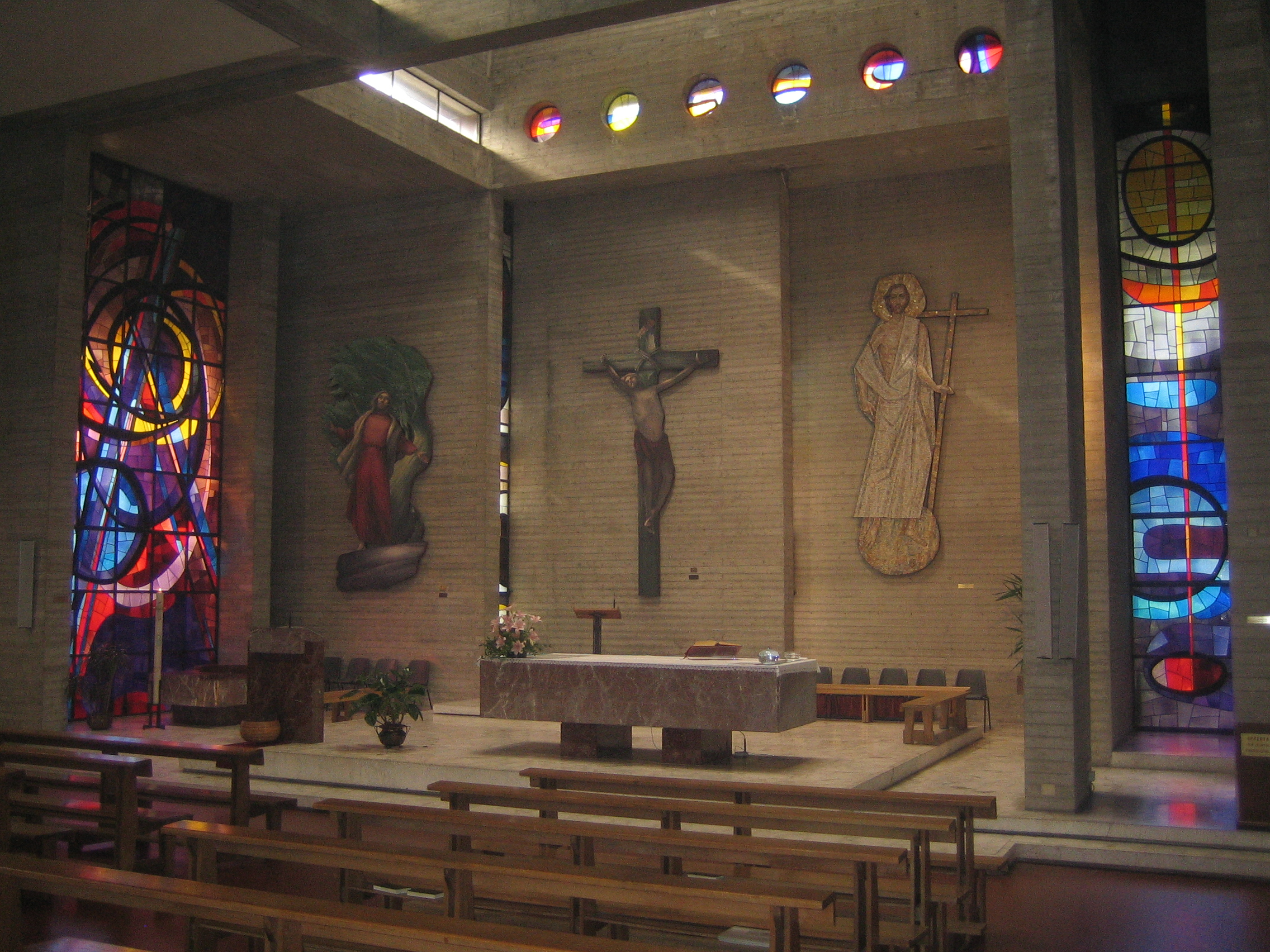
Igreja do Cristo Redentor
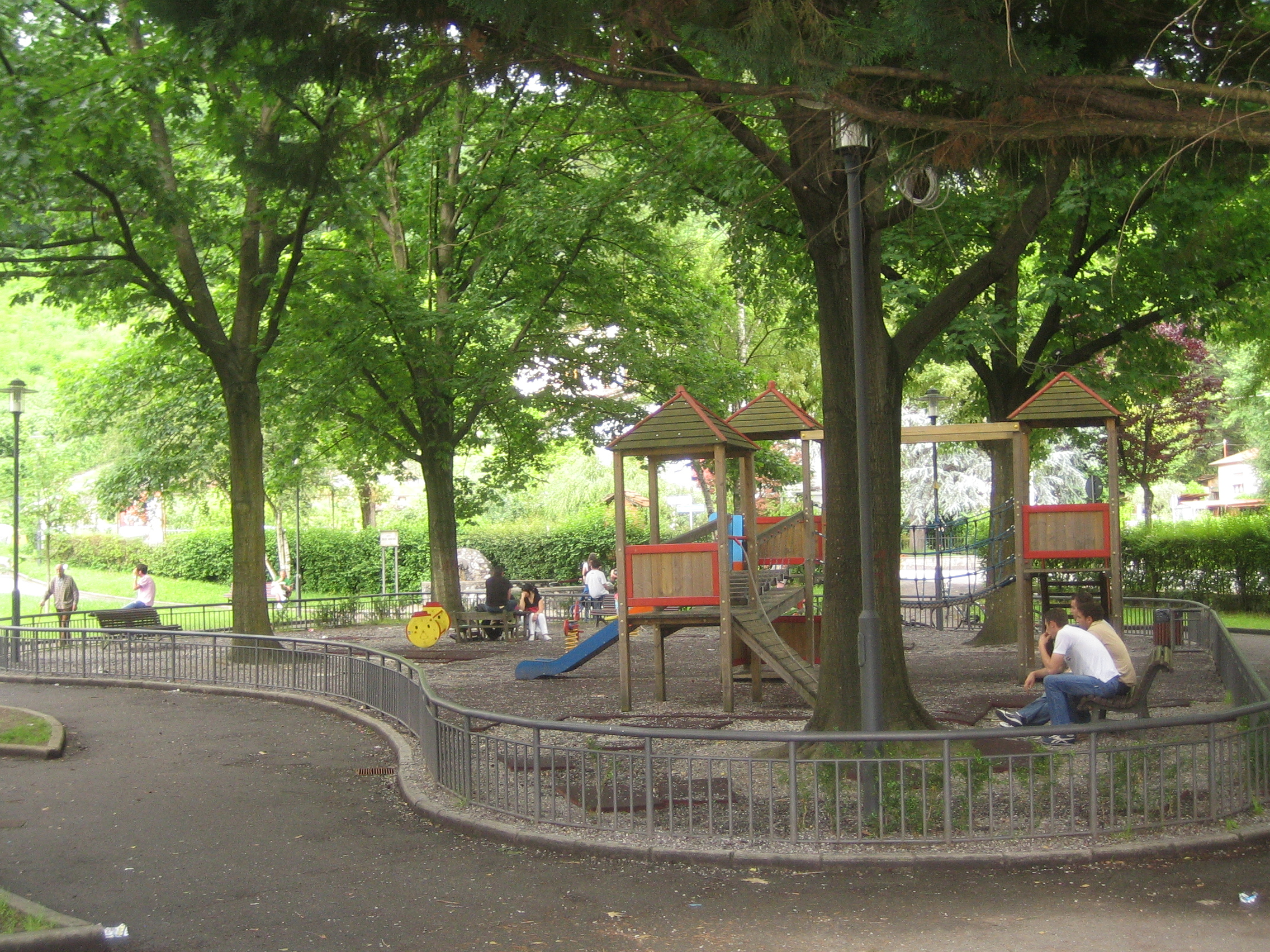
Menichini Park
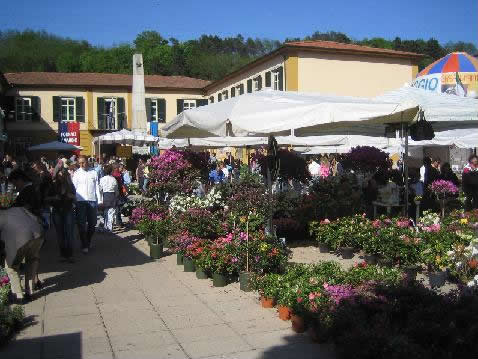
Piaza 4 de novembro
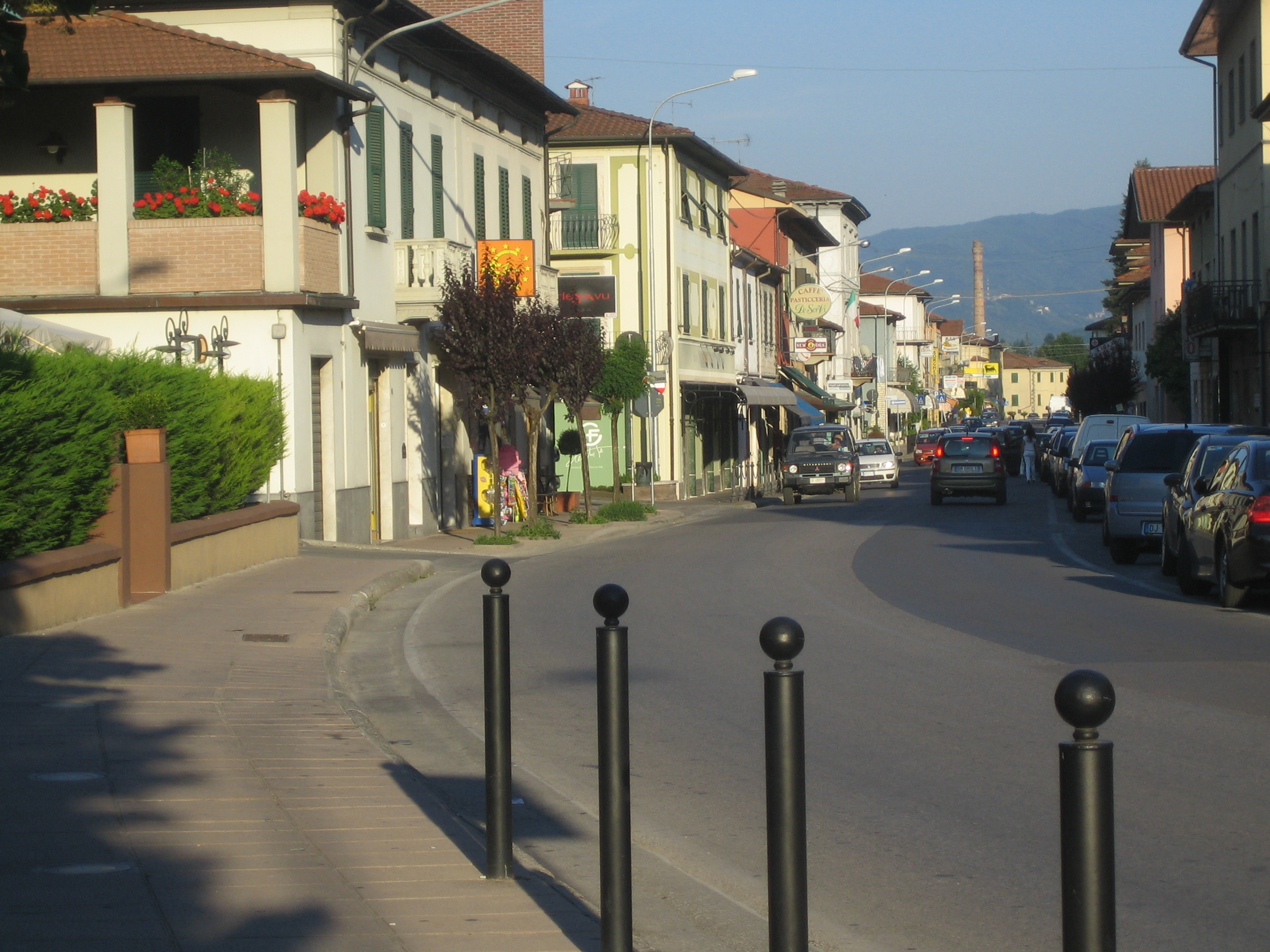
Via della Repubblica
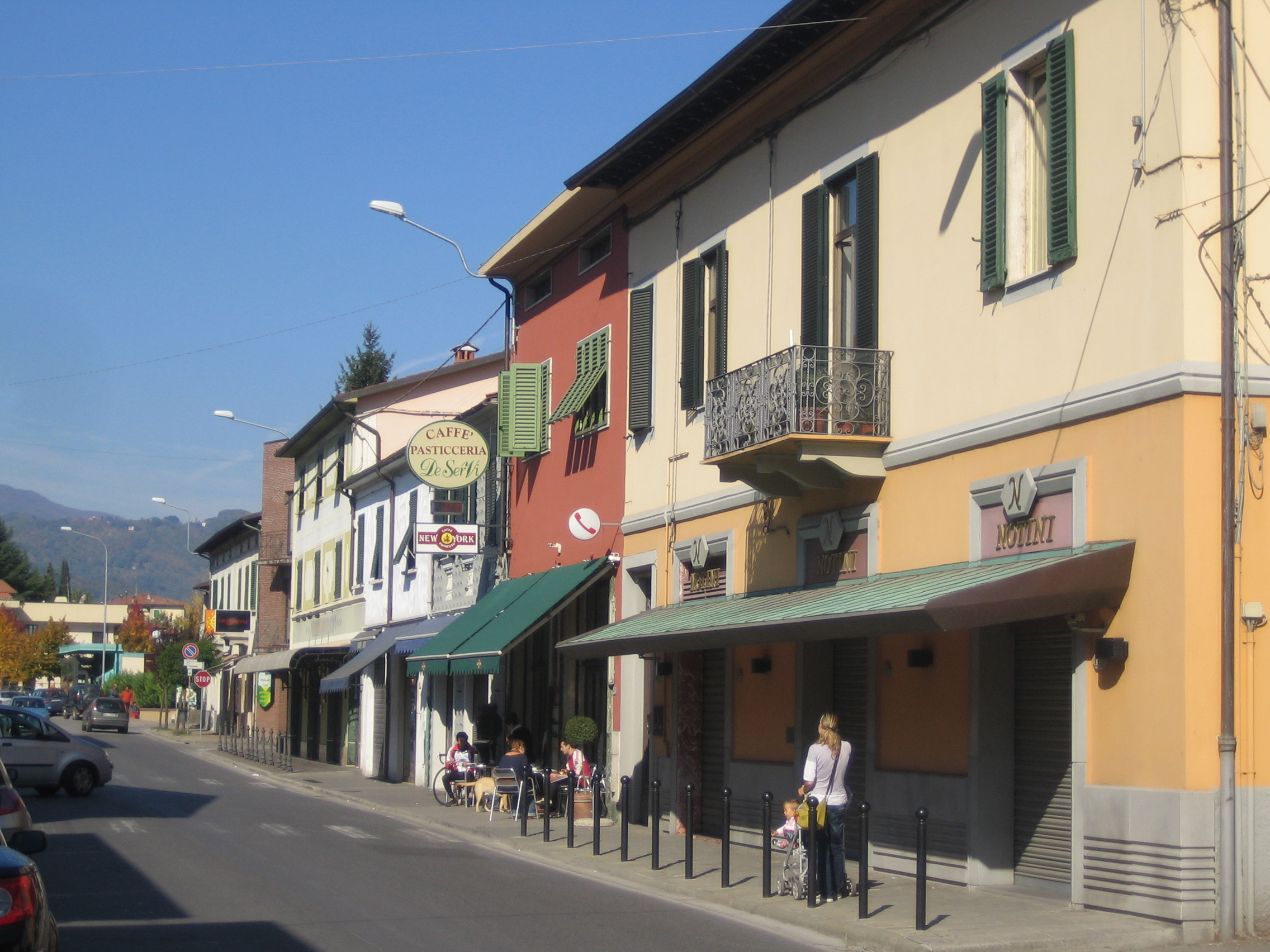
Via della Repubblica
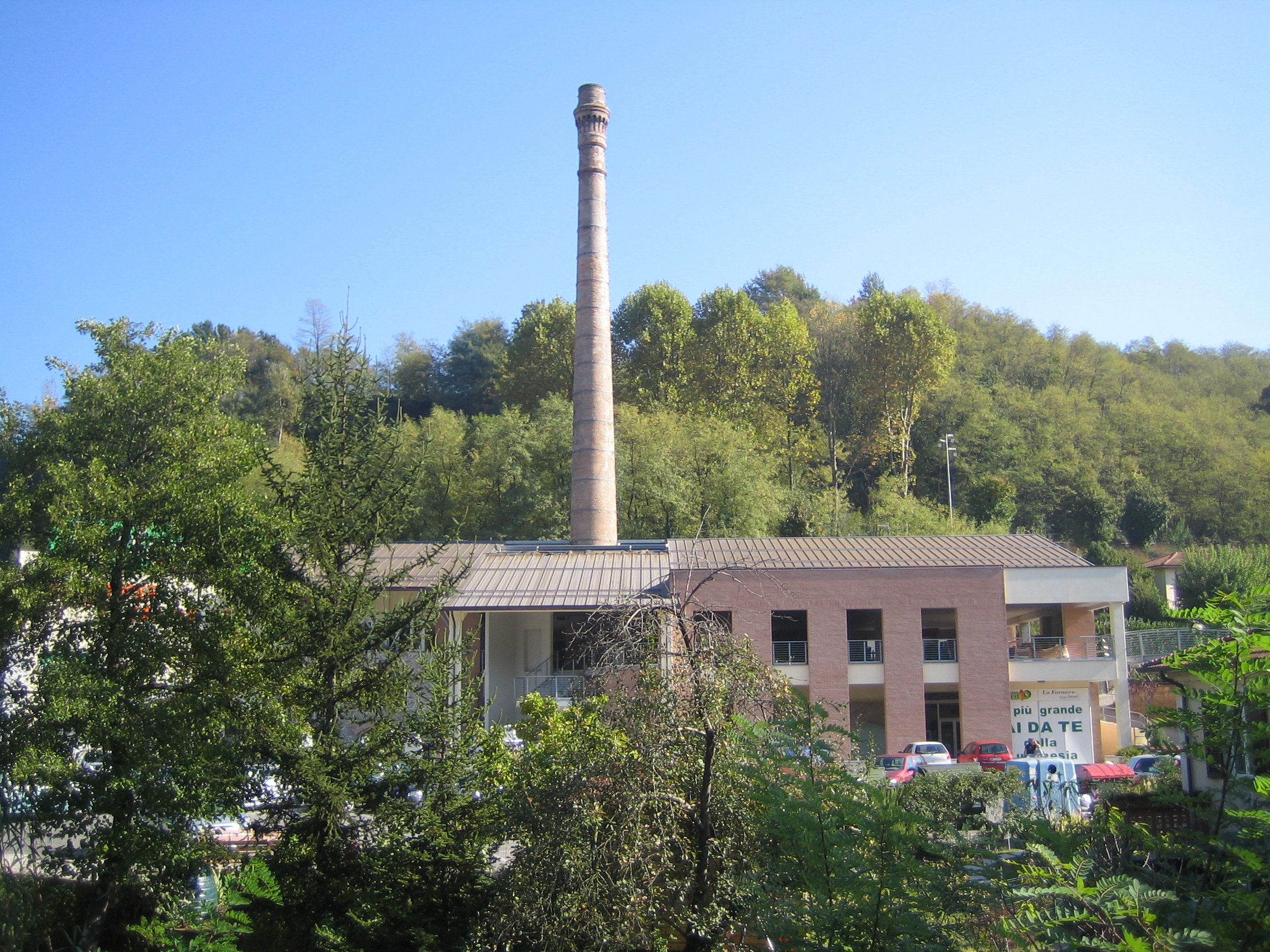
A chaminé antiga
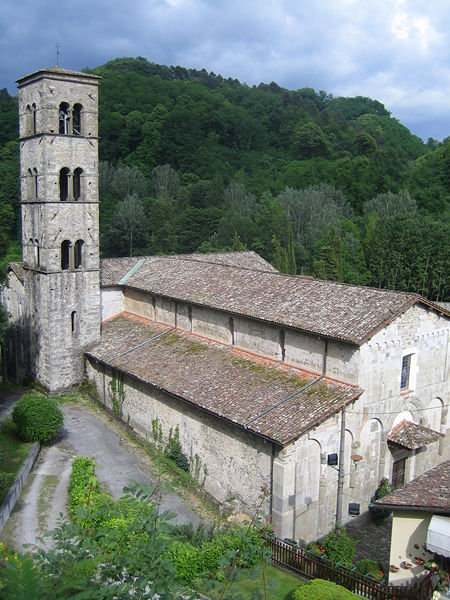
Igreja Loppia